# المعاهدة الإنجليزية العثمانية 1913
اتفاقية الخليج أو المعاهدة الإنجليزية العثمانية أو المعاهدة الأنجلو-عثمانية لعام 1913 هي معاهدة بين الدولة العثمانية وبريطانيا، وقعت في 19 تموز/يوليو سنة 1913 في لندن، برئاسة هيئة مفاوضات عثمانية يرأسها توفيق باشا، سفيرُ الدولة العثمانية بلندن، يقابله هيئة مفاوضات بريطانية يرأسها سير إدوار دكراي، وزيرُ الخارجية البريطاني، تضمنت تحديد حدود الكويت وقطر والبحرين والدولة العثمانية إضافة إلى تنظيم الملاحة في الخليج العربي والتي تتضمن السماح لبريطانيا بالقيام بعمليات قياس الأعماق وإيقاد المنارات والقيام بعمل الإرشاد البحري والتدابير المتعلقة بالحجر الصحي.

## الخلفية التاريخية
بدأت المفاوضات الغير رسمية في 29 يوليو 1911، على شكل مذكرة بريطانية أرسلت إلى الحكومة العثمانية. في ذلك الوقت، كان من المرجح أن تقع في الكويت المحطة الأخيرة لسكة حديد بغداد، التي جرى تمويلها وتصميمها من قبل ألمانيا. كانت الكويت تحت الحكم العثماني منذ 1871 وفي عام 1875 أدمجت إداريا ضمن ولاية البصرة المشكلة حديثا، وبالرغم من ذلك لا يزال الحكم العثماني في الكويت اسمياً. فلم يتمركز أي موظف عثماني في الكويت. كانت مسألة النفوذ البريطاني بالكويت عنصرا هاما في السياسة الخارجية البريطانية في الخليج العربي فيما يخص المصالح التجارية والإستراتيجية الخاصة بالهند.
بالنسبة لبريطانيا، فالتمدد المستمر لخوط السكك الحديدية يعني المزيد من التوسع للنفوذ العثماني، والتي كانت إدارتها الحالية بالفعل - بتشجيع من نظام “تركيا الفتاة”— ترغب في إعادة تأسيس سيطرة فعالة على جنوب الدولة العثمانية في الكويت. الأكثر سوءاً، كان الزحف المحتمل للقوى الأوروپية الأخرى. في المذكرة المقترحة، سعى البريطانيون لتسوية اتفاقية الوضع الراهن 1901، مع تنقيح إضافي لوضع تعريف واضح لحدود لكويت بما يتماشى مع المصالح البريطانية.
بالرغم من أنها وصلت في بعض الأحيان إلى طريق مسدود، فقد تواصلت المفاوضات عن طريق مذكرات مستمرة كانت الأفضلية فيها للبريطانين؛ إذا ما قبل العثمانيون حالة الحكم الذاتي للكويت والحدود المقترحة، فسيقبل البريطانيون السيادة العثمانية، وفي المقابل، جزر وربة وبوبيان الشمالية يجب أن تكون جزءاً من الكويت، وهكذا دواليك. النفوذ المتراجع لإسطنبول في الخليج أجبرها على تقديم تنازلات بدون أن يكون هناك الكثير لتكسبه في المقابل. الدولة العثمانية واجهت عدد من النكسات في العقود القليلة الماضية - نالت أعداد قليلة من الولايات استقالتها، بعضها ضمتها بلدان أخرى، وفقدت الكثير منها في نزاع - ولأسباب سياسية يبدو أنه من المهم الاحتفاظ بالكويت كجزء من الدولة العثمانية، حتى ولو بشكل رمزي فقط. أيضاً شعر العثمانيون بأن هذه المعاهدة من شأنها أن تضمن الدعم البريطاني في قضايا أخرى أكثر إلحاحاً، مثل التعامل مع غزو القوى الأوروپية الأخرى ونزاعات في مناطق أخرى في الدولة العثمانية. علاوة على ذلك، فقد أدى الضغط البريطاني إلى تخلي العثمانيين عن التمديد المقترح لخط السكك الحديدية إلى الكويت وبدلاً من ذلك جعل البصرة هي المحطة النهاية للخط. الخطط الخاصة بجعل البصرة المحطة النهائية للسكك الحديدية خلقت سلسلة جديدة من المطالب من جانب البريطانيين، شملت إعادة توحيد قطر، ورسم دور لها في مياه الخليج العربي الواسعة. أرادت بريطانيا عقد اتفاقيات مع شيخ قطر جاسم آل ثاني حول تجارة السلاح غير الشرعية والسلام البحري، وسعت كذلك لفرض هيمنة رسمية في الخليج العربي. بحلول 6 مايو 1913، وقعت بريطانيا والدولة العثمانية بالأحرف الأولى على المعاهدة، وتم توقيع المعاهدة الإنگليزية-العثمانية في 29 يوليو 1913، بعد عامين بالضبط من المذكرة الأولى.

## الاتفاقية

### أولاً: الكويت
القسم الأولى من المعاهدة يتكون من 10 مواد حول وضع الكويت، وحدودها البرية. وتضمنت أحكام متناقضة اعترفت فيها بريطانيا بالكويت كدائرة فرعية اقليمية ذاتية الحكم تابعة للدولة العثمانية وتعهدت بعدم فرض الحماية عليها، بينما اعترفت الدولة العثمانية بصلاحية الاتفاقيات التي جعلت من الكويت محمية بريطانية بالاسم.
بمقتضى الاتفاقية، شكلت الكويت "قضاء ذاتي الحكم تابعة للدولة العثماينة"، يعترف فيها بالشيخ مبارك الصباح كحاكم للكويت وكقائم مقام، وهو منصب إدارية عثماني (المادة 1). كانت الكويت مدرجة هكذا بسبب أن التفسيرات العثمانية والبريطانية الخاصة "بالسيادة" و"الهيمنة" كانت مختلفة في النسخ الأولى لكل منهما وتم حذف المصطلحين في المسودة النهاية.
حيث أنها كانت "قضاءً" ذاتي الحكم، فقد وافت الدولة العثمانية على أن تمتنع عن التدخل في شؤون الكويت، "وتشمل مسألة الخلافة، وأي أمر إداري بالإضافة لأي احتلال أو حراك عسكري". كذلك سمحت باستخدام العلم العثماني مع خيار أن ينقش عليه كلمة "الكويت" (المادة 2).
كذلك عرفت الاتفاقية أراضي الكويت على أنها منطقتين مختلفتين، تم رسمهما بخط أخضر وأحمر على الخريطة الملحقة بالمعاهدة. الخط الأحمر، كان عادة ما يشير إلى، المنطقة التي كانت فيها للشيخ "استقلال إداري كامل". هذه المنطقة كانت تشكلها "شبه دائرة تضم بلدة الكويت في الوسط، خور الزبير في أقصى الشمال والقيروان في أقصى الجنوب (مادة 5)." كانت تشمل أيضاً جزر وربة وبوبيان المجاورة، والتي كانت نقاط المساومة الكبرى لدى البريطانيين الذين رأوا في المراكز العسكرية العثمانية على الجزيرة تهديداً.
الخط الأخضر يحدد المنطقة التي يمارس فيها شيخ الكويت حقوق إدارية بصفته قائمقام عثماني. القبائل الواقعة في تلك المنطقة كانت "معترف بها بتبعيتها لشيخ الكويت"، وكقائمقام كان مطلوب منه جمع الجزية (المادة 6). أهمية الخط الأخضر كانت في وضع لأول مرة أساس للحدود المؤسسة لدولة الكويت الحديثة:

يبدأ خط الترسيم على الساحل عند مصب خور الزبير في الشمال الغربي ويمتد جنوباً لأم القصر، صفوان، وجبل سنام، بهذه الطريقة تترك لولاية البصرة هذه المواقع وما بها من آبار؛ وصولاً إلى البطين، ويستمر للجنوب الشرقي حتى حفر البطان، ثم يمتد على نفس الجانب حتى الكويت؛ من تلك النقطة يتجه الخط إلى الجنوب الشرقي إلى آبار الصفاء، الجرأة، الحابة، الواربة، والأنتة، وصولاً إلى البحر بالقرب من جبل المنيفة (المادة 7).

بند رئيسي آخر، أصر عليه العثمانيون، كان هو الإعلان البريطاني بأنه لان يكون هناك محمية في الكويت (المادة 4). الآن، اعترفت الحكومة العثمانية بصلاحية الاتفاقية الإنگليزي الكويتي لعام 1899، واتفاقيات 1900 و 1904 والتي بمقتضاها تعهدت الكويت بعدم الانخراط في تجارة السلاح أو السماح لأي قوى بتأسيس مكتب بريد، بالإضافة لأراضي تنازل عنها الشيخ للحكومة البريطانية (المادة 1).
كذلك أضيف شرط صغير للمعاهدة، والذي يخص بحق الشيخ في ممتلكاته الخاصة في ولاية البصرة (المادة 9) وتسليم المجرمين (المادة 10).

### ثانياً: قطر وثالثاً: البحرين
القسم الثاني والثالث يضم بنود تخص قطر والبحرين، بالترتيب. تركزت المفاوضات حول حالة قطر والبحرين، وضغط البريطانيون على الحكومة العثمانية بأن ينبغي عليها التخلي عن مطالبتها بقطر والبحرين. إذا ما احتفظت الحكومة العثمانية بسيطرتها على قطر والبحرين سيمكنها ذلك من الاستمرار بالتدخل في شؤون الخليج العربي، وهو ما ترغب بريطانيا في الانفراد به.
كان العثمانيون على استعداد للتخلي عن جميع مطالباتهم في البحرين، والتي لم يتمكنوا أي شيء فيها قط لكن كان لهم فيها دوراً رمزياً، لكن لم يكن هذا هو الحال في قطر. في مسألة السيادة، زعم العثمانيون أن الدولة العثمانية كانت دائماً ما تمارس سيادة فعالة على شبه الجزيرة ولا يمكن أن ترضى بالتخلي عن الأراضي التي لم يسبق لها التخلي عنها رسمياً. تحت ضغوط شديدة تخلت عن مطالباتها في قطر والبحرين (المواد 11 و13) وكان الخط الأزرق قد تأسس لتعريف الحدود البرية للسيادة العثمانية. هذا الخط يفصل سنجق نجد العثماني عن قطر. الخط الأزرق بدأ على بعد أميال قليلة من جنوب زقونية (والتي كانت ضمن السنجق)، مباشرة نحو الجنوب وصولاً إلى الربع الخالي (المادة 11). لم تشر المعاهدة إلى أن زقونية يجب أن تكون جزءاً من سنجق نجد مقابل دفع 1.000 ليرة إلى شيخ البحرين عن طريق الحكومة البريطانية.
فيما يخص البحرين، تخلى العثمانيون عن جميع مطالباتهم فيها في الوقت الذي أعلن فيه البريطانيون بعدم وجود نية لضمها (المادة 13) وعدم المطالبة بحقوق إذعان شيخ البحرين (المحمي من قناصل الجلالة البريطانية) ليعيش في الدولة العثمانية (المادة 15).

### رابعاً: الخليج العربي
الخطوة الأخيرة لتأمين هيمنتها على الخليج العربي كانت إضفاء الطابع الرسمي على التدخل الأمني البريطاني في الخليج. بناءً على ذلك، "من أجل حماية مصالحها الخاصة... في المياه الحرة في الخليج العربي وعلى الحدود الخاصة بالشيوخ المستقلين من الجنوب في قطر صعوداً إلى المحيط الهندي،" كان البريطانيون قادرون على مواصلة ممارستهم، كما كان في السابق، وفقاً للمعايير التالية (مادة 16): 

(أ)	عمليات الرصد الجوي، إضاءة الفنارات، وضع العوامات، إرشاد السفن
(ب)	الشرطة البحرية
(ج)	اجراءات الحجر (الصحي)

## عدم التصديق
كانت المعاهدة الإنجليزية العثمانية جزءاً فقط من عملية مساومة أوسع ومشكلات معقدة تخص المصالح التجارية الأوروپية المتنافسة في المنطقة التي حالت دون التصديق عليها. روسيا، فرنسا، وألمانيا (فيما بعد إيطاليا) ضغطت أيضاً على الحكومة العثمانية من أجل امتيازات السكك الحديدية. كان التصديق معقداً أيضاً في ظل حقيقة أن معظم القوى نفسها كانت قد عقدت مفاوضات ثنائية مع الدولة العثمانية كما فعل البريطانيون. كذلك محاولات الحصول على امتيازات النفط من الحكومة العثمانية أضافت المزيد من التعقيد للترتيبات التجارية. في النهاية، أصبح البريطاينون والعثمانيون أعداءً في غضون شهور قليلة من المعاهدة الإنجليزية 1913، باندلاع الحرب العالمية الأولى ليتضائل أي أمل متبقي للتصديق.